# Ана (Ирак)
А́на (араб. عانة‎) — небольшой город на западе Ирака, расположенный на территории мухафазы Анбар. Административный центр одноимённого округа.

## Географическое положение
Город находится в северной части мухафазы, на правом берегу Евфрат, на высоте 171 метра над уровнем моря.

Ана расположена на расстоянии приблизительно 157 километров к северо-западу от Эр-Рамади, административного центра провинции и на расстоянии 238 километров к западу-северо-западу (WNW) от Багдада, столицы страны.

## Население
По данным последней официальной переписи 1965 года, население составляло 5 620 человек.
Динамика численности населения города по годам:
| 1965  | 2012  |
| ----- | ----- |
| 5 620 | 4 171 |

## История
Город известен с древности. В вавилонских текстах (2200 год до н. э.) город упоминается как Hanat, в табличках периода правления ассирийского царя Тукульти-Нинурты II (885 год до н. э.) — как a-na-at, в текстах периода правления Ашшур-нацир-апала II — как An-at.

Анато (Anatho) упоминается в трудах Исидора Харакского:

Затем в четырёх схойнах остров Анато на Евфрате, размером в четыре стадия, на нем находится город.— Парфянские стоянки
В 1058—1141 годах в Ане вместе с соседней Эль-Хадитой правили эмиры из Бану-Шуайб, боковой ветви династии Укайлидов.